# Rudimental
Rudimental is een Britse elektronische band uit Hackney (Oost-Londen) bestaande uit Piers Agget, Kesi Dryden, Amir Amor en DJ Locksmith. Hun derde single Feel the Love kwam binnen op nummer één in de Britse Top 40.

## Discografie

### Albums
| album             | verschijnen | label  | BE (VL) | NL | VK | VS  |
| ----------------- | ----------- | ------ | ------- | -- | -- | --- |
| Home              | 29-4-2013   | Warner | 23      | 41 | 1  | —   |
| We the Generation | 2-10-2015   | Warner | 14      | 41 | 1  | 190 |

### Singles
| single                                              | verschijnen | album                 | BE (VL) | NL | VK  | VS |
| --------------------------------------------------- | ----------- | --------------------- | ------- | -- | --- | -- |
| Deep in the Valley met MC Shantie                   | 2011        | —                     | —       | —  | —   | —  |
| Speeding met Adiyam                                 | 2011        | —                     | —       | —  | —   | —  |
| Spoons met MNEK en Syron                            | 2012        | Home                  | —       | —  | —   | —  |
| Feel the Love met John Newman                       | 14-5-2012   | Home                  | 2       | 2  | 1   | —  |
| Not Giving In met John Newman en Alex Clare         | 18-11-2012  | Home                  | 54      | 71 | 14  | —  |
| Waiting All Night met Ella Eyre                     | 14-4-2013   | Home                  | 13      | 26 | 1   | —  |
| Right Here met Foxes                                | 12-8-2013   | Home                  | 59      | —  | 14  | —  |
| Free met Emeli Sandé                                | 18-11-2013  | Home                  | 36      | —  | 26  | —  |
| Powerless met Becky Hill                            | 23-2-2014   | Home                  | —       | —  | 73  | —  |
| Give You Up met Alex Clare                          | 2014        | Home (Deluxe Edition) | —       | —  | —   | —  |
| Pompeii/ Waiting All Night Bastille met Ella Eyre   | 2014        | —                     | —       | 21 | —   | —  |
| Bloodstream met Ed Sheeran                          | 2015        | We the Generation     | 82      | 98 | 2   | —  |
| Never Let You Go met Foy Vance                      | 2015        | We the Generation     | 79      | —  | 29  | —  |
| I Will for Love met Will Heard                      | 2015        | We the Generation     | 73      | —  | 180 | —  |
| Rumour Mill met Anne-Marie en Will Heard            | 2015        | We the Generation     | —       | 87 | 67  | —  |
| Lay It All on Me met Ed Sheeran                     | 2015        | We the Generation     | 52      | 64 | 12  | 48 |
| These days met Jess Glynne, Macklemore & Dan Caplen | 2018        | n/a                   | 3       | 6  | 1   | —  |
| Something About You met Elderbrook                  | 2019        | Distinction           | —       | —  | 87  | —  |